# Берёзовка (Большереченский район)
Берёзовка — деревня в Большереченском районе Омской области России. Входит в состав Чебаклинского сельского поселения.

## География
Деревня находится на востоке центральной части Омской области, южнее села Чебаклы, на расстоянии примерно 50 километров (по прямой) к западу-юго-западу (WSW) от посёлка городского типа Большеречье, административного центра района. Абсолютная высота — 100 метров над уровнем моря.

## Население
| 2002 | 2010 | 2021 |
| ---- | ---- | ---- |
| 234  | ↘187 | ↘106 |

Гендерный состав
По данным Всероссийской переписи населения 2010 года в гендерной структуре населения мужчины составляли 52,4 %, женщины — соответственно 47,6 %.
Национальный состав
Согласно результатам переписи 2002 года, в национальной структуре населения русские составляли 74 %.

## Инфраструктура
В деревне функционирует фельдшерско-акушерский пункт (филиал Большереченской центральной районной больницы).

## Улицы
Уличная сеть деревни состоит из двух улиц и одного переулка.